# تالش، آق‌سو
تالش، آق‌سو (به ترکی آذربایجانی: Talış) یک منطقهٔ مسکونی در جمهوری آذربایجان است که در شهرستان آق‌سو واقع شده‌است.